# Proetida
Ordre
Les Proetida ou Proétides forment un ordre fossile de trilobites, arthropodes marins aujourd’hui disparus. Ils ont vécu durant la quasi-totalité de l'ère du Paléozoïque du Cambrien supérieur (Furongien) à la fin du Permien, il y a environ entre 500 et 252 Ma (millions d'années).
Les Proetida ont ainsi vécu pendant près de 250 Ma. Des cinq ordres de trilobites présents au début du Dévonien supérieur, seuls les Phacopida et les Proetida survivent à l'événement de Kellwasser et les Proétides sont le seul ordre de trilobites à avoir survécu à l'extinction de la fin du Dévonien.

## Classification
L'ordre des Proetida est décrit en 1975 par les paléontologues Richard Fortey et Robert M. Owens.

## Présentation
Les Proétides ont disparu à leur tour lors de la grande extinction de la fin du Permien, mettant ainsi fin à l'existence des Trilobites,. La toute dernière sous-famille de l'ordre Proetida à avoir vécu est celle des Phillipsiinae.

## Description

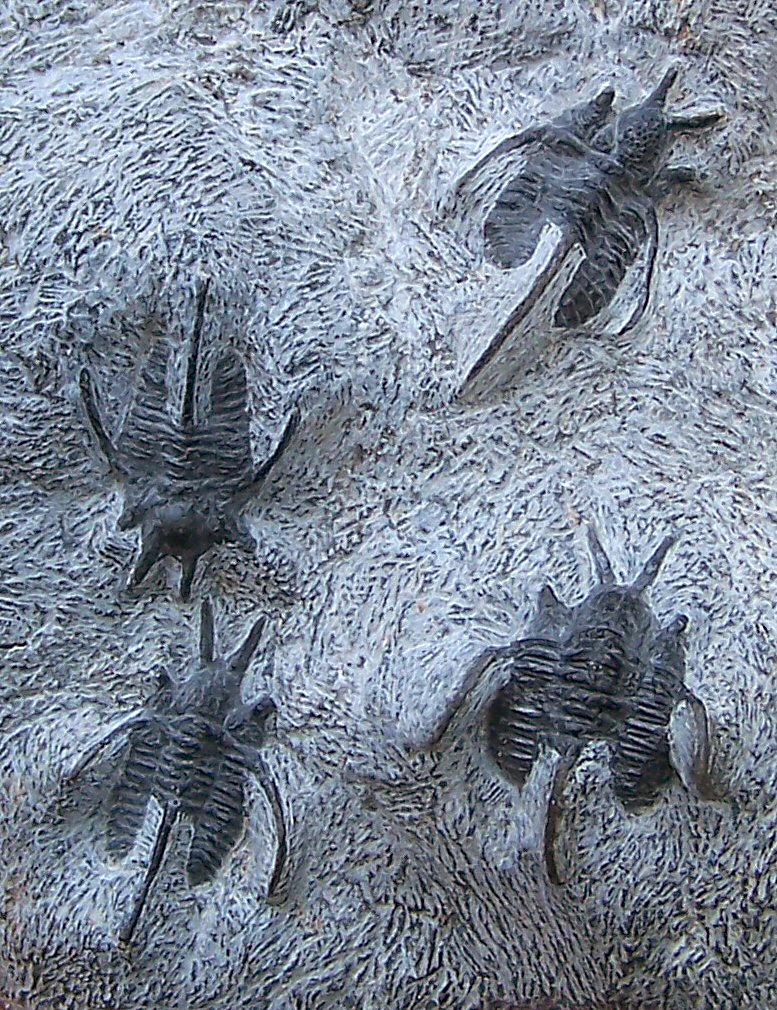
Fossiles de Cyphaspis tafilalet.
Aulacopleuridae du Dévonien du Maroc.
(Pygidia non dégagés de la gangue).

Les Proetida sont de petits trilobites qui montrent un large céphalon généralement pourvu d'épines génales. Ces trilobites possèdent en général 10 segments thoraciques mais avec certains taxons qui en montrent de 7 à 22. Le pygidium est dépourvu d'épines.

## Distribution stratigraphique
Cambrien (Furongien) - Permien (Lopingien). Tous les trilobites post-dévoniens sont des Proétides.

## Liste des super-familles et familles
- Aulacopleuroidea
  - Aulacopleuridae
  - Brachymetopidae
  - Rorringtoniidae
- Bathyuroidea
  - Bathyuridae
  - Dimeropygidae
  - Holotrachelidae
  - Hystricuridae
  - Raymondinidae
  - Telephinidae
  - Toernquistiidae
- Proetoidea
  - Proetidae
  - Phillipsiidae
  - Tropidocoryphidae